# Mahmud Kati

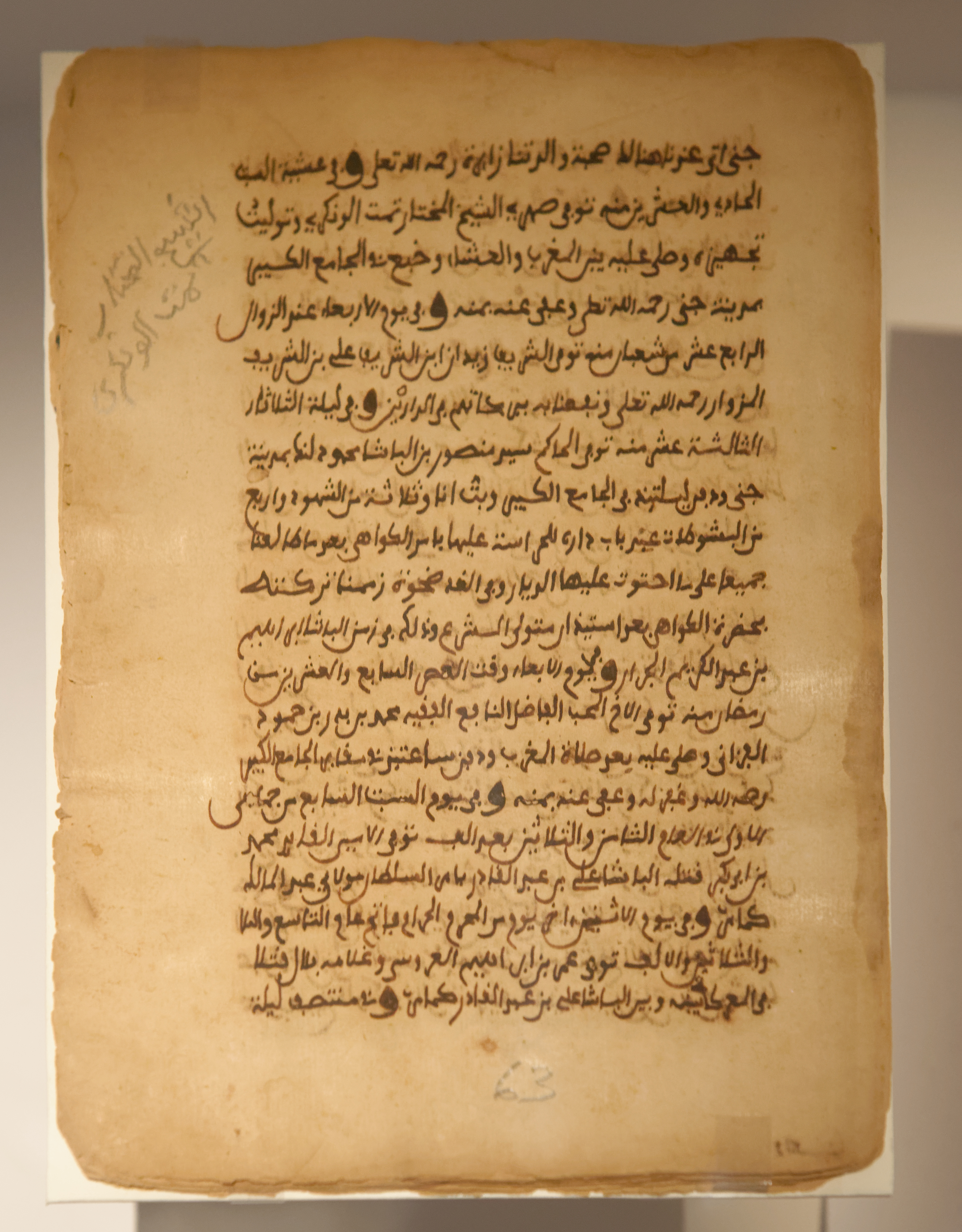
Ta'rikh al-Fattash

Alfa Mahmud Kati (1468-1593) es un personaje histórico de África que se caracteriza por ser ministro de finanzas, gobernador, autor de opúsculos relacionados con el derecho, medicina, astronomía e historiografía durante los inicios del Imperio songhai. Destacamos sus obras como al-Ihwan y Taʾrīj al-Fattāš (Crónica del Investigador) que nos aportan información de la península ibérica y del Sudán occidental.  

## Reseña biográfica
Al-Kati, descendiente del clan Soninké  originario de la región de Tindirma. Crecería en esta última, pero su vida adulta tendría lugar en Tombuctú. En esta ciudad comenzaría sus andanzas dentro de la corte de Askias Muhammad I el Grande (periodo de reinado 1493-1529), fundador de la dinastía Songhay. Presenta una importante unión Mahmud Kati con este gobernante debido a su pasado común en el linaje del antiguo Imperio de Ghana. En octubre o noviembre de 1496 Al-Kati, con 25 años, iniciaría una peregrinación hacia la Meca, junto al rey Askias Muhammad con el fin de fortalecer su poder en el trono y así acabar poseyendo el título de al-ḥāŷŷ,por parte de Muhammad, ya que había usurpado el poder a la dinastía Sonni. Una vez conseguido su objetivo su gobernanza se vio fortalecida gracias al apoyo califal que le donó un šarīf de la Meca. Askias Muhammad permaneció en la Meca y Egipto alrededor de dos años dónde Mahmud Kati sería testigo de todos los acontecimientos que iban sucediendo y a su vez los reflejaría en sus anotaciones personales.
En julio o agosto de 1498 ambos personajes regresaron a Tombuctú dónde Al-Kati conseguiría el título de doctor en derecho islámico en la Universidad de Sankore. Cabe destacar que la formación de Mahmud Kati presenta diversos conocimientos que abarcan sobre filología, derecho, astronomía, religión, política, matemáticas, historia, ciencias naturales y medicina, gracias a la introducción de la literatura médica con su obra sobre enfermedades y operaciones oculares. Todo este conocimiento fue adquirido por la aportación familiar de documentos traídos por su padre desde Al-Ándalus.
Ya en 1519 Mahmud Kati comenzaría la elaboración de Taʾrīj al-Fattāš con la edad de 50 años. Esta obra al ser estudiada presenta los hechos históricos del Imperio songhay que abarca el reinado de Sonni Ali hasta la llegada de Sonni Ali. También datos del Imperio de Mali y Ghana. La temática se centra en la geografía, ciudades y culturas de estos respectivos imperios. 
Mahmud Kati fallecería el 27 de septiembre de 1593 a la edad de 125 años según se ha podido datar gracias a Mahmud Kati fallecería el 27 de septiembre de 1593 a la edad de 125 años según se ha podido datar gracias a Taʾrīj al-Fattāš ,es otra obra que relata la historia de Sudán Occidental. Además, su propia obra no sería acabada hasta 1665 por un nieto suyo, cuyo nombre se desconoce y, por ello, se le ha bautizado con el nombre de ibn al-Mujtār. Por otro lado, su otra obra titulada al-Ihwan nos da a conocer la historia de la península ibérica cuyo eje temporal incorpora los orígenes del reino visigodo hasta el exilio de su padre Alī ibn Ziyād de Al- Ándalus en 1468. 

## Taʾrīj al-fa ttāš
A la hora de estudiar Taʾrīj al-fa ttāš ha derivado en el surgimiento de dudas sobre la autoría de la obra y en la datación de su fecha de elaboración. Los investigadores que participaron en el estudio de esta obra son Octave Houdas, Maurice Delafosse, Nehemiah Levtzion y Bonnel de Mézières. Con el descubrimiento de esta obra se llevó a cabo la elaboración de copias. Destacamos el Manuscrito A, Manuscrito B y Manuscrito C. Entre estos manuscritos nos encontramos a la obra original que es la A, mientras que el Manuscrito B es una copia del A y el Manuscrito C es una copia de la misma obra de Al Kati, pero en una versión reducida. Este último Manuscrito fue encontrado en mal estado, pero su contenido aportó información que faltaba en el manuscrito A. Se trata del título de la obra, el autor de esta y su biografía. La información que se ha aportado ha sido cuestionada por su veracidad debido a una posible modificación cuyo fin era afianzar el poder de Sehu Amadu, gobernante de la región de Masina. interior de Níger y de los territorios ocupados de Djenné y Tombuctú durante 1820. La información del Manuscrito C fue aceptada, que consistió en el autor y la biografía, por parte de los investigadores Houdas y Delafosse. Tiempo después surgiría, con el análisis de la obra, una contradicción con el lugar de nacimiento y la fecha, con las fuentes orales aportadas por parte de Ismael Diadié Haidara, se establece el lugar nacimiento de Al- Kati en Gumbu diferente al lugar de nacimiento de Tindirma aportada por Houdas y Delafosse. Otro  análisis de la obra por parte de Levtzion detectó una posible errata de traducción de Houdas y Delafosse que se fundamentaron en el nacimiento de Al-Kati “en vida” de Askia Muhammad mientras que Levtzion tradujo su nacimiento durante la “época de reinado” de Askia Muhammad y así trasladando su nacimiento a 1510 y reducción de su periodo de vida a 80 años. 
Hasta este punto los analistas coinciden en parte que el autor de la obra es Maḥmūd Kāti. Todo llegaría a un punto dónde Houdas y Delafosse establecerían que el Taʾrīj al-Fattāš es una obra que ha sido cumplimentada con información aportada por varias generaciones de la familia Kati que terminarían de redactar a la inacabada obra de Al- Kati. Destacamos a los hijos del autor inicial , Ismāʿīl, Muḥammad, Yūsuf y su nieto ibn al-Mujtār que finalizaron la obra en 1665. Levtzion no tardó en sugerir que el autor de la obra fue ibn al-Mujtār, cuyo nombre real se desconoce, gracias a las fuentes orales y escrita del clan familiar que le permitieron acceder a una amplia gama de información del reinado de Sonnī ʿAlī Ber (1464-1492) y de Askia Muḥammad (1493-1529).  

## Origen del clan Kati
Por último, cabe resaltar el origen del clan Kati, para ello haremos referencia a la tesis mudéjar dónde establece el origen al- Andalus de la familia Kati. Los orígenes ibéricos de la familia Kati o Quti se centran en el rey godo Witiza (702-710), cuya nieta Sara la Goda contraería matrimonio con figuras árabes, de ahí el cambio de apellido a Quti. El clan mozárabe Banū-l-Qūṭī,cuya religión era el cristianismo en un principio, cambiaría con la llegada de Alfonso VI en 1085, al islam pasando a ser mudéjares. Con ello se mudarían a Granada, pero un miembro llamado Abana al-Qūṭī al-Ṭulayṭulī se instalaría en Toledo. Con este miembro familiar del clan Banū-l-Qūṭī de crearía una rama dónde entraría en juego la figura de Alī ibn Ziyād, padre de Maḥmūd Kāti. Alī emigraría, tras el incidente de la Magdalena (1467), en 1468 a África realizando grandes viajes por lugares santos, ciudades importantes dónde finalmente se instalaría en Gumbu en 1471. Con su exilio se llevaría consigo sus tesoros entre ellos su biblioteca familiar, que poseía 400 manuscritos en árabe, castellano, aljamiado y hebreo. En esta ciudad se casaría con Jadīŷa, figura real al ser sobrina de Sonnī ʿAlī Ber. Fruto de este matrimonio nacería Maḥmūd Kāti. Tanto Kati como su padre se encargarían de enriquecer su biblioteca aportando nuevos manuscritos y organizándolo. La biblioteca cambiaría de lugar cada cierto tiempo, es decir, se trasladaría de Tombuctú a Tundirme y luego a Kirshamba. El constante cambio está relacionado por nombramientos de cargos sobre Mahmud Kati, pero el último traslado (Kirshamba) se debe al exilio por la derrota del Imperio Songhay ante el rey Almanzor de Marruecos en 1591. 
Esta información ha sido aportada por Ismael Diadié Haidara, que ya ha sido citado anteriormente. Esta persona es un descendiente actual de Maḥmūd Kāti que gracias a su tradición familiar y la posesión de manuscritos muy antiguos que se han ido heredando de generación en generación han permitido el estudio histórico del Sudán Occidental y con ello la creación del Fondo Kāti. Retornando a la tesis mudéjar de la familia Kati, si se confirma esta hipótesis sería un hecho importante para la comunidad histórica europea debido a que parte de la historia del Sudán Occidental ha sido registrada por figuras descendientes de la península ibérica durante el reinado visigodo.